# Homicide (film, 1961)
Pour les articles homonymes, voir Homicide (homonymie).
Pour plus de détails, voir Fiche technique et Distribution.
Homicide (Homicidal) est un thriller américain de William Castle, sorti en 1961.

## Synopsis
Miriam Webster est heureuse. Elle tient un magasin de fleurs et s'apprête à épouser le séduisant Karl Anderson. Elle se réjouit aussi de retrouver son demi-frère Warren, de retour d'un voyage en Europe en compagnie de leur ancienne nourrice, Helga. Warren vient prendre possession du manoir que leur père lui a légué avant de mourir. Miriam n'en conçoit aucune jalousie, mais elle ne peut cacher son malaise lorsqu'elle découvre que Warren n'est pas revenu qu'avec Helga. Emily, une inquiétante blonde, s'occupe de la vieille dame devenue paralytique. Miriam a raison d'avoir peur : Emily est une psychopathe...

## Fiche technique
- Titre original : Homicidal
- Titre français : Homicide
- Réalisation et production : William Castle
- Scénario : Robb White
- Montage : Edwin H. Bryant
- Musique : Hugo Friedhofer
- Photographie : Burnett Guffey
- Société de production et distribution : Columbia Pictures
- Pays d'origine :  États-Unis
- Langue originale : anglais
- Format : noir et blanc
- Genre : thriller
- Durée : 87 minutes
- Date de sortie : 
  -  États-Unis : 28 juin 1961

## Distribution
- Patricia Breslin : Miriam Webster

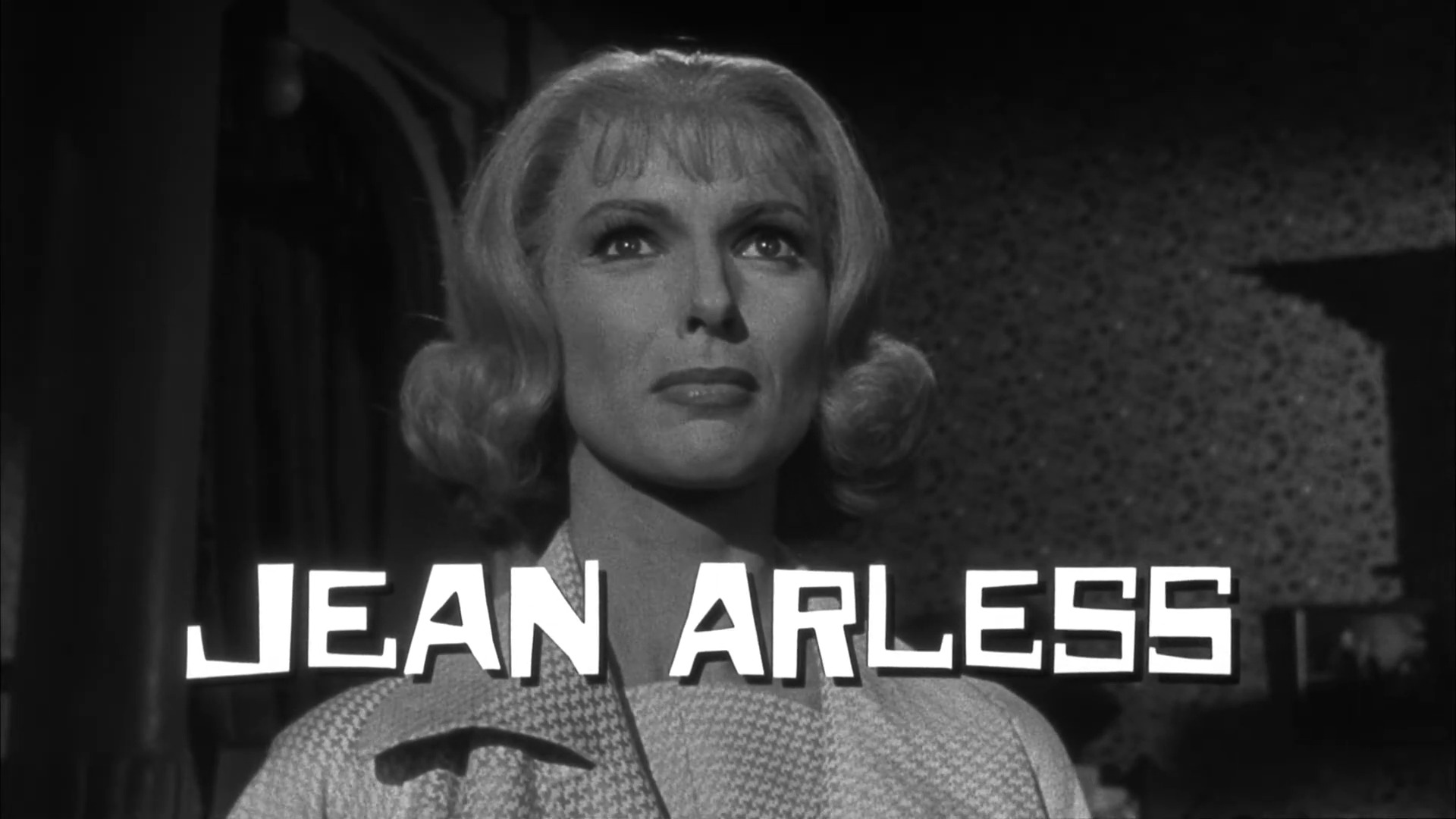
Jean Arless (Joan Marshall)

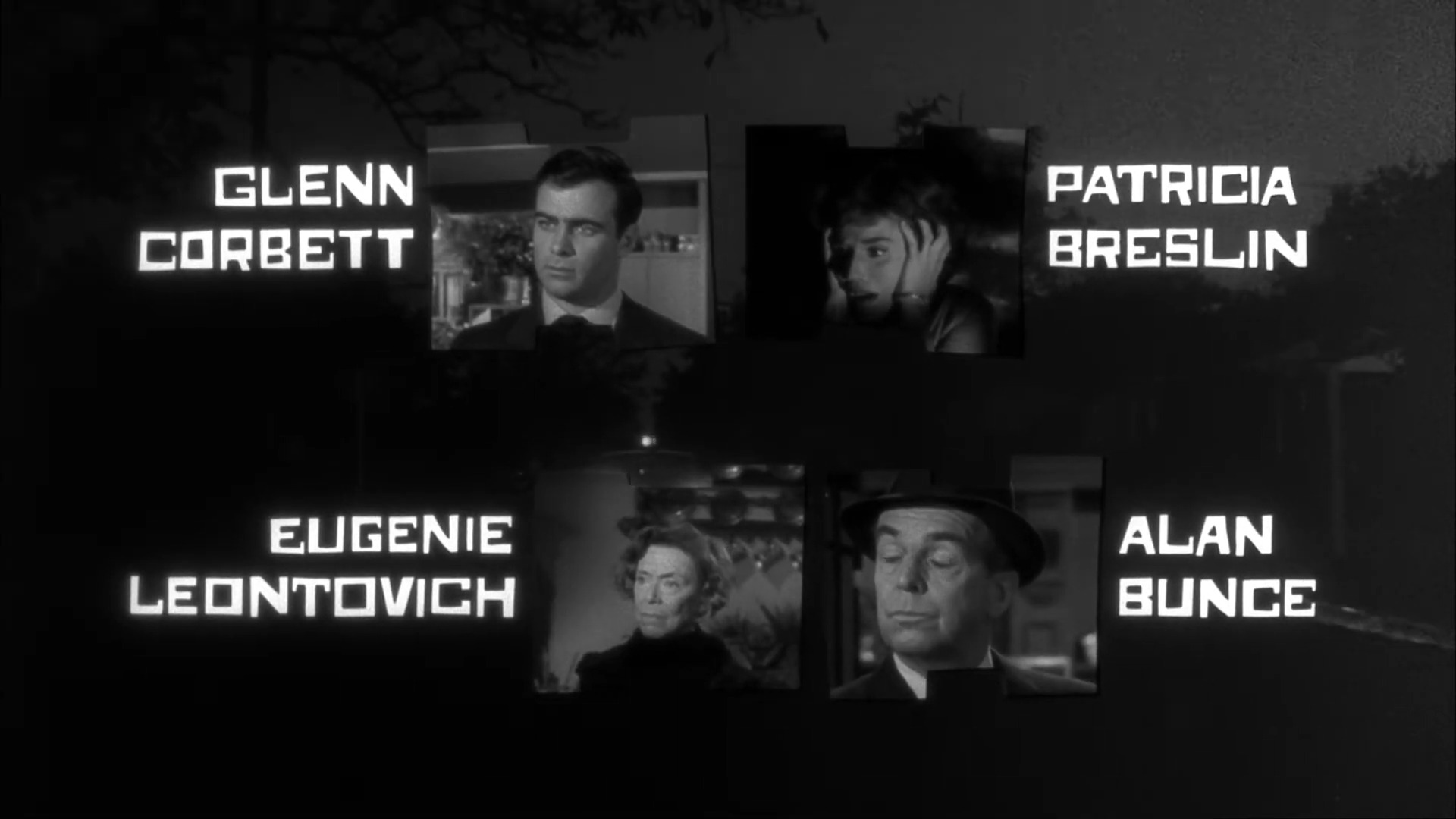
Glenn Corbett, Patricia Breslin, Eugenie Leontovich et Alan Bunce

- Joan Marshall (créditée Jean Arless): Emily
- James Westerfield : Mr. Adrims
- Hope Summers : Mrs. Adrims
- Glenn Corbett : Karl
- Gilbert Green : Lieutenant Miller
- Eugenie Leontovich : Helga
- Richard Rust : Jim Nesbitt
- Alan Bunce : dr. Jonas
- Wolfe Barzell : Olie
- Teri Brooks : Mrs. Forest